# Hugo Ruiz Lustre
Hugo Rafael Ruiz Lustre is een Mexicaans politicus en voormalig paralympische atleet. Hij is afgevaardigde voor Morena voor de periode 2018-2021.